# Platymetopius gobicus
Platymetopius gobicus är en insektsart som beskrevs av Dlabola 1965. Platymetopius gobicus ingår i släktet Platymetopius och familjen dvärgstritar. Inga underarter finns listade i Catalogue of Life.